# 高齢者の居住の安定確保に関する法律
高齢者の居住の安定確保に関する法律（こうれいしゃのきょじゅうのあんていかくほにかんするほうりつ、平成13年4月6日法律第26号）は、高齢者の居住の安定の確保を図り、もってその福祉の増進に寄与することに関する日本の法律である。高齢者住まい法、高齢者居住法、高齢者居住安定確保法、高齢者居住安定法などと呼ばれる。
第177回国会（2011年通常国会）で成立した「高齢者の居住の安定確保に関する法律等の一部を改正する法律案」で全面的に改正された。この改正により「高齢者円滑入居賃貸住宅（高円賃）」「高齢者専用賃貸住宅（高専賃）」「高齢者向け優良賃貸住宅（高優賃）」の概念自体がなくなった。
改正法の公布年月日は、2011年4月28日、法律番号32。改正法の施行日は、2011年10月20日。

## 構成
2011年改正前には存在した「第二章 高齢者円滑入居賃貸住宅の登録等」「第三章 高齢者向け優良賃貸住宅の供給の促進」は制度の廃止と共に消滅した。また、「第六章 加齢対応構造等を有する住宅への改良に対する支援措置」「第七章 高齢者居住支援センター（第七十八条 - 第八十八条）も整理されている。
- 第一章 総則（第一条・第二条）（第一章 総則（第一条 - 第三条）
- 第二章 基本方針及び高齢者居住安定確保計画（第三条・第四条）
- 第三章 サービス付き高齢者向け住宅事業 
  - 第一節 登録（第五条 - 第十四条）
  - 第二節 業務（第十五条 - 第二十条）
  - 第三節 登録住宅に係る特例（第二十一条 - 第二十三条）
  - 第四節 監督（第二十四条 - 第二十七条）
  - 第五節 指定登録機関（第二十八条 - 第四十条）
  - 第六節 雑則（第四十一条 - 第四十三条）
- 第四章 地方公共団体等による高齢者向けの優良な賃貸住宅の供給の促進等（第四十四条 - 第五十一条）
- 第五章 終身建物賃貸借（第五十二条 - 第七十二条）
- 第六章 住宅の加齢対応改良に対する支援措置（第七十三条）
- 第七章 雑則（第七十四条 - 第七十八条）
- 第八章 罰則（第七十九条 - 第八十二条）
- 附則